# Cleethorpes
Cleethorpes è una cittadina di 34 907 abitanti della contea del Lincolnshire, in Inghilterra.

## Amministrazione

### Gemellaggi
- Königswinter, Germania